# Andrew Green
Andrew Green, född 14 juni 1965, är en brittisk ingenjör som var senast CTO för det brittiska Formel 1-stallet Aston Martin F1.
Han avlade en kandidatexamen i maskinteknik vid University of Portsmouth. 1987 inledde han sin karriär inom motorsport när han fick en anställning hos racingstallet Reynard Cars som körde i Formel 3000. I ett senare skede tog Reynard in Gary Anderson för att leda utvecklingen av Formel 3000-bilarna. 1990 blev Anderson tillfrågad av Eddie Jordan om att börja arbeta för Jordans nya F1-stall Jordan Grand Prix, en förfrågan som accepterades och Anderson tog med sig Green dit. Green fick ta hand om utvecklingen av aktiva fjädringssystem hos Jordan. 1996 blev han raceingenjör till den brasilianske racerföraren Rubens Barrichello och året efter till den tyske racerföraren Ralf Schumacher. 1997 valde Green gå vidare och blev designer hos British American Racing (BAR), där blev han kvar till 2002 när han valde att lämna F1 och starta sitt eget designföretag. I mitten av 2000-talet återvände han till F1 och för anställning hos Jaguar Racing och blev kvar där även efter att det österrikiska energidrycktillverkaren Red Bull hade köpt stallet i slutet av 2004. 2010 lämnade han Red Bull och gick över till Force India för att vara deras chefsingenjör. Året efter blev han befordrad att vara teknisk direktör när den dåvarande tekniska direktören Mark Smith lämnade stallet för Team Lotus. År 2018 blev Force India Racing Point medan två år senare blev Racing Point Aston Martin F1. Två år senare blev han befordrad till att vara CTO när Dan Fallows blev ny teknisk direktör för Aston Martin.